# (3423) Slouka
(3423) Slouka (1981 CK) – planetoida z pasa głównego asteroid okrążająca Słońce w ciągu 5,33 lat w średniej odległości 3,05 j.a. Odkrył ją Ladislav Brožek 9 lutego 1981 roku.